# Pretty (Ugly Before)
Pretty (Ugly Before) è un brano di Elliott Smith. La canzone è il primo e unico singolo estratto dall'ultimo album del cantautore, From a Basement on the Hill del 2004, e fu pubblicata due mesi prima del suo suicidio.

## Tracce

### Versione 7"
1. Pretty (Ugly Before) - 4:40
2. A Distorted Reality Is Now A Necessity To Be Free - 3:06

### Versione CD
1. Pretty (Ugly Before) - 4:40